# 查国桢
查国桢（1905年—1980年），中国人民解放军将领、中国人民解放军开国少将。
曾任公安军后勤部部长。1955年，授予中国人民解放军少将。